# Emmerin
Emmerin est une commune française, située dans le département du Nord en région Hauts-de-France. Elle fait partie de la Métropole européenne de Lille.

## Géographie

### Situation

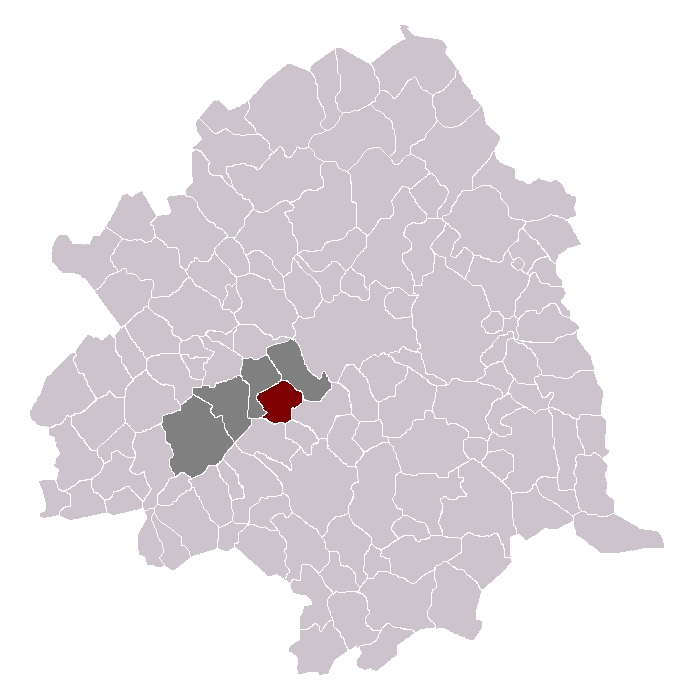
Emmerin dans son canton et son arrondissement.

Emmerin se situe à 3,5 km au sud de Lille dans le canton d'Haubourdin, localisé dans le Mélantois, à la frontière des Weppes en Flandre romane.

### Communes limitrophes
Les communes limitrophes sont  Haubourdin, Houplin-Ancoisne, Loos, Noyelles-lès-Seclin et Wattignies.
|                     | Haubourdin          | Loos                |
| Haubourdin          | Emmerin             | Wattignies          |
| Noyelles-lès-Seclin | Noyelles-lès-Seclin | Noyelles-lès-Seclin |

### Hydrographie

#### Réseau hydrographique
La commune est située dans le bassin Artois-Picardie. Elle est drainée par la Becque et divers autres petits cours d'eau,.

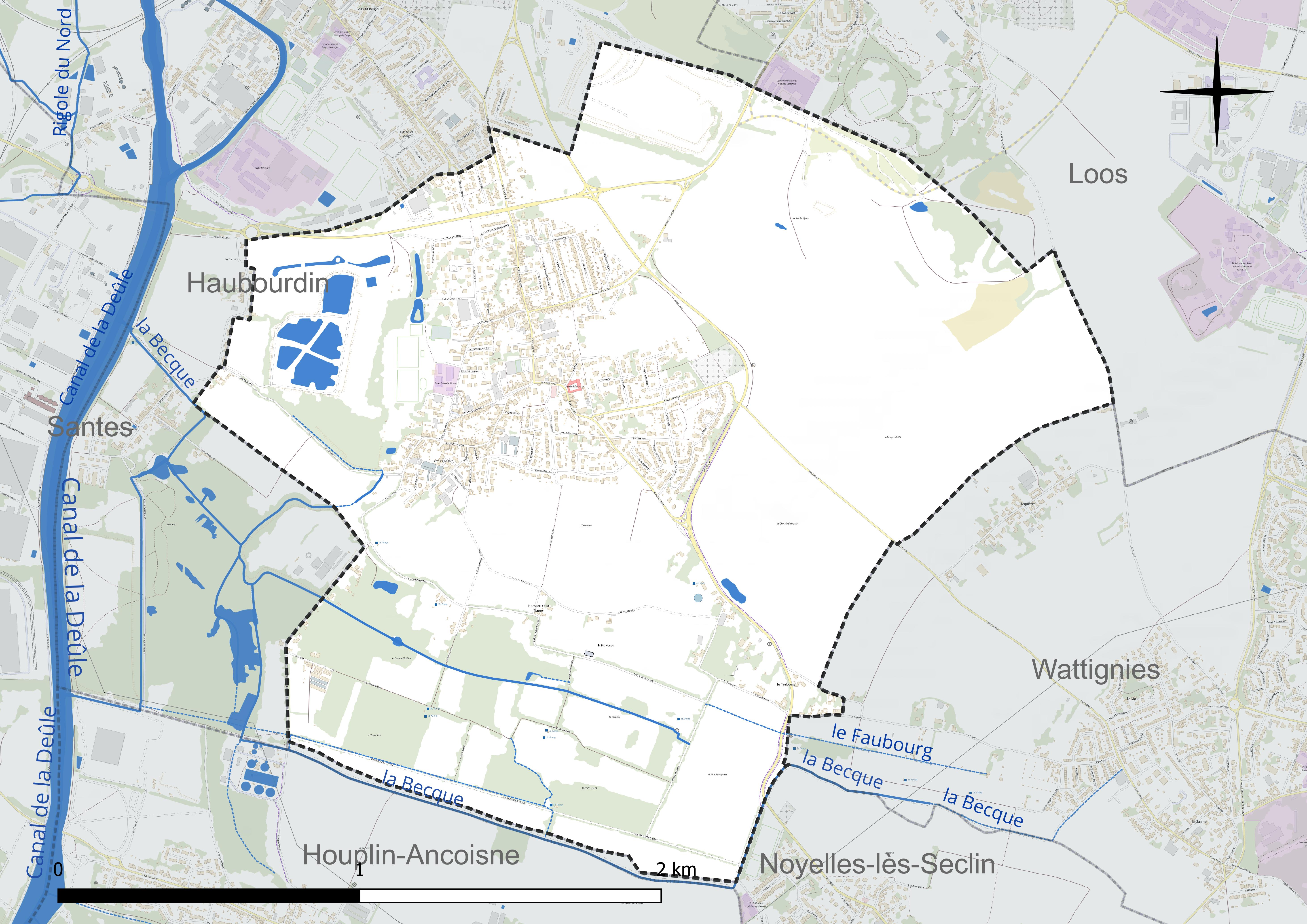
Réseau hydrographique d'Emmerin.

#### Gestion et qualité des eaux
Le territoire communal est couvert par le schéma d'aménagement et de gestion des eaux (SAGE) « Marque Deûle ». Ce document de planification concerne un territoire de 1 120 km2 de superficie, délimité par les bassins versants de la Marque et de la Deûle, formant une vaste cuvette sédimentaire de 40 km de long et de 25 km de large, où la pente est très faible. Le périmètre a été arrêté le 2 décembre 2005 et le SAGE proprement dit a été approuvé le 9 mars 2020. La structure porteuse de l'élaboration et de la mise en œuvre est la Métropole européenne de Lille. 
La qualité des cours d'eau peut être consultée sur un site dédié géré par les agences de l'eau et l'Agence française pour la biodiversité. 

### Climat
Pour des articles plus généraux, voir Climat des Hauts-de-France et Climat du Nord.
En 2010, le climat de la commune est de type climat océanique dégradé des plaines du Centre et du Nord, selon une étude du CNRS s'appuyant sur une série de données couvrant la période 1971-2000. En 2020, Météo-France publie une typologie des climats de la France métropolitaine dans laquelle la commune est exposée à un climat océanique et est dans la région climatique  Nord-est du bassin Parisien, caractérisée par un ensoleillement médiocre, une pluviométrie moyenne régulièrement répartie au cours de l'année et un hiver froid (3 °C).
Pour la période 1971-2000, la température annuelle moyenne est de 10,6 °C, avec une amplitude thermique annuelle de 14,3 °C. Le cumul annuel moyen de précipitations est de 674 mm, avec 11,9 jours de précipitations en janvier et 8,8 jours en juillet. Pour la période 1991-2020, la température moyenne annuelle observée sur la station météorologique la plus proche, située sur la commune de Lesquin à 8 km à vol d'oiseau, est de 11,3 °C et le cumul annuel moyen de précipitations est de 740,0 mm,. Pour l'avenir, les paramètres climatiques de la commune estimés pour 2050 selon différents scénarios d'émission de gaz à effet de serre sont consultables sur un site dédié publié par Météo-France en novembre 2022.

## Urbanisme

### Typologie
Au 1er janvier 2024, Emmerin est catégorisée grand centre urbain, selon la nouvelle grille communale de densité à sept niveaux définie par l'Insee en 2022.
Elle appartient à l'unité urbaine de Lille (partie française), une agglomération internationale regroupant 60  communes, dont elle est une commune de la banlieue,,. Par ailleurs la commune fait partie de l'aire d'attraction de Lille (partie française), dont elle est une commune du pôle principal,. Cette aire, qui regroupe 201 communes, est catégorisée dans les aires de 700 000 habitants ou plus (hors Paris),.

### Occupation des sols
L'occupation des sols de la commune, telle qu'elle ressort de la base de données européenne d'occupation biophysique des sols Corine Land Cover (CLC), est marquée par l'importance des territoires agricoles (63,4 % en 2018), en diminution par rapport à 1990 (71,5 %). La répartition détaillée en 2018 est la suivante : 
terres arables (42 %), zones urbanisées (18 %), mines, décharges et chantiers (12,3 %), zones agricoles hétérogènes (11 %), prairies (10,4 %), forêts (6 %), espaces verts artificialisés, non agricoles (0,2 %). L'évolution de l'occupation des sols de la commune et de ses infrastructures peut être observée sur les différentes représentations cartographiques du territoire : la carte de Cassini (XVIIIe siècle), la carte d'état-major (1820-1866) et les cartes ou photos aériennes de l'IGN pour la période actuelle (1950 à aujourd'hui).

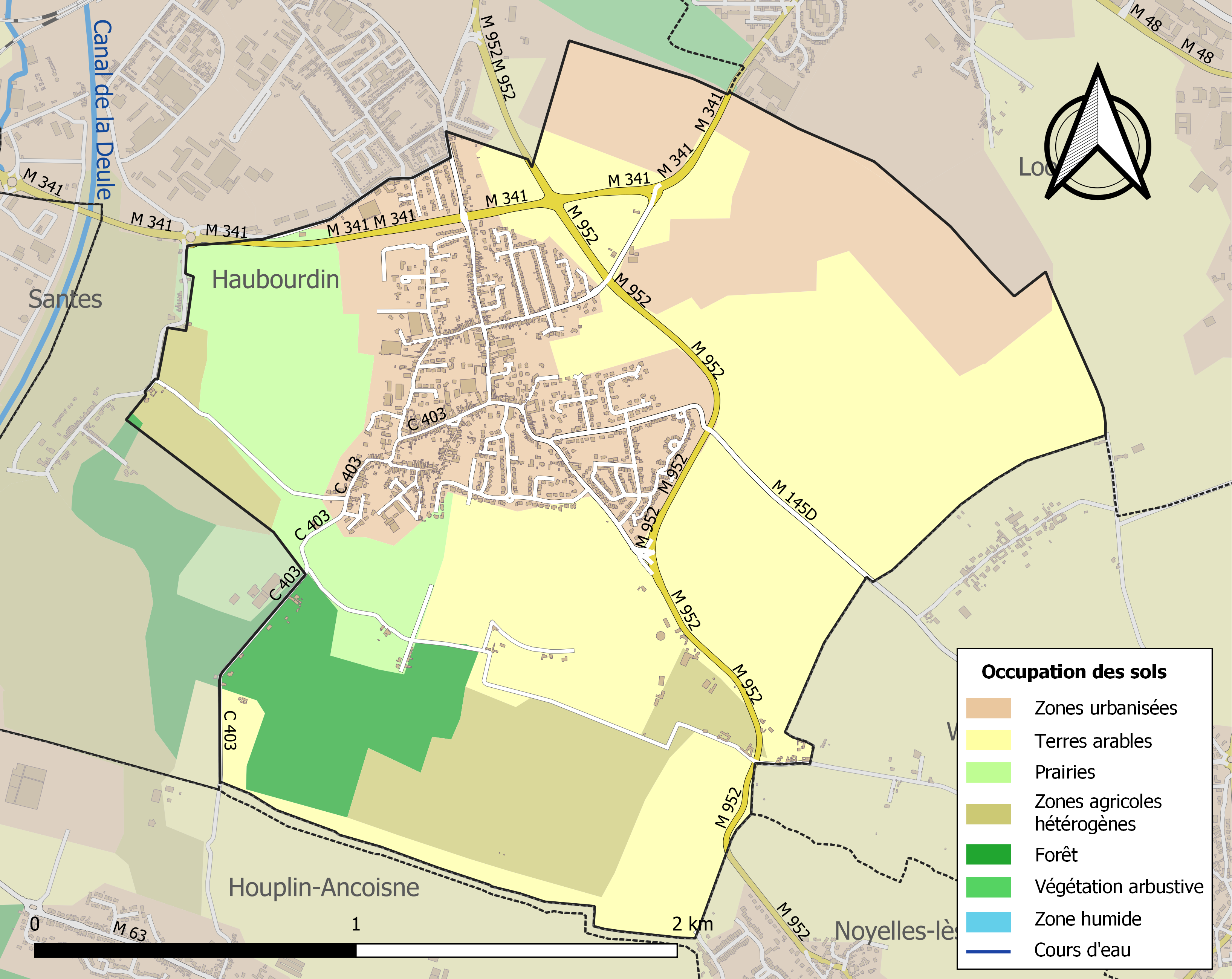
Carte des infrastructures et de l'occupation des sols de la commune en 2018 (CLC).

### Voies de communication et transports
La commune est desservie, en 2023, par les lignes 58, 912, 913 et par la ligne de transport à la demande 21R du réseau Ilévia.

## Héraldique
| Armes d'Emmerin (Nord) | Les armes d'Emmerin se blasonnent ainsi : De gueules au lion [rampant] d'or, armé, lampassé et couronné d'azur. |

## Toponyme
Noms anciens :Hamerin en 1104, Amerin, en 1158, titre de l'abbaye du Mont-St- Eloi. Amerin , 1160, 1177, cart. du prieuré d'Àubigny., Enmerin en 1603 puis Emmerin

## Histoire

### Avant laRévolution française
Faits historiques : Terre dépendante de l'empire, longtemps réunie à celle d'Haubourdin. — La châtellenie d'Emmerin contenait 104 bonniers 600 verges. — Même coutume qu'Haubourdin.
Avant 1789 : le village est divisé en 2 fiefs et régi par 2 familles nobles : Emmerin Empire, cœur du village actuel (180 familles) est tenu par le comté de Hainaut avec la famille De Houchin résidant à Paris; et Emmerin Chatellenie, comprenant le quartier de Ghermanez et celui du Faubourg (80 familles), sous la gouvernance de Lille avec la famille d'Hespel (Famille D'Hespel) résidant au château de Ghermanez (Ets strada  aujourd'hui). La famille Hespel devenue plus tard Hespel de Guermanez va avoir une destinée peu commune (voir ci-dessous).
En 486, naissance probable du village à l'époque du baptême de Clovis (le Roi des Francs).
Le 7 novembre 1104 ,une bulle pancarte écrite par le pape Pascal II mentionne le nom du village d'Amerin (Nom provenant de Amerinium ou Ameringhem signifiant : domaine d'Aymard, un chef franc installé le long du chemin des moines).
1303 : Construction d'un château féodal par Jean Ier de Namur, comte de Flandre. Celui-ci se trouvait à l'emplacement des bassins de décantation, près du chemin de Santes, (traces d'une motte féodale).
1373 : Jean, sire d'Emmerin, chevalier, sert le 6 mars le relief et dénombrement de ses biens au comte de Flandre.
:1603 : Henri IV (Henri de Bourbon) propriétaire du village le vendit à Nicolas du Chastel de la Howardries, avec la seigneurie d'Haubourdin. Le 3 octobre 1605, les terres et seigneuries d'Haubourdin et d'Emmerin sont érigées en vicomté au bénéfice de Nicolas du Chastel, seigneur de la Howardrie.
En 1614 , Robert de Fourmestraux, fils de Mahieu, bourgeois de Lille et de Marie Blondel, est seigneur de Guermanez (fief d'Emmerin). Marchand, bourgeois de Lille le 2 juin 1614, il épouse à Lille son arrière-petite-cousine Jacqueline de Fourmestraux, fille d'Étienne et de Catherine Imbert, baptisée à Lille le 23 mars 1597, puis il se marie à Lille avec Marie de le Deusle, décédée le 14 juin 1652. 
Son fils Bon de Fourmestraux seigneur de Guermanez, du châtel d'Emmerin, lui succède. Il est baptisé à  Lille le 13 février 1627, devient bourgeois de Lille le 27 mai 1658, puis est échevin de Lille. Il est anobli par lettres données à Saint-Germain en Laye en avril 1670, devient donc écuyer, en tant que membre d'une ancienne famille lilloise, dont plusieurs parents ont été anoblis par les rois d'Espagne, ayant lui-même rendu de grands services en tant qu'échevin. Il se marie à Lille le 21 mai 1658 avec Marie Lucrèce Costa, fille d'Antoine, écuyer et de Marie Gillès.
1641 : Incendie du château féodal.
1644 : Construction de "l'estaminet de la maison commune" (ou café Keller). Tenu pendant la période révolutionnaire par Barthelemy Wallart. Ce bâtiment remarquable servira de Mairie de 1790 à 1852.
Le marais d'Emmerin, par suite de contestations commencées en 1689, fut partagé et séparé de celui d'Haubourdin par arrêt du Conseil, du 4 avril 1752.
1714 : Marie Thérèse de Lannoy (1687-1756), fille de Jean Baptiste François Olivier de Lannoy, chevalier, seigneur de Salomé, bourgeois de Lille, grand bailli de Furnes et de Françoise Henriette de Tramecourt, est dame (équivalent de seigneur au féminin) d'Emmerin en 1714. Elle nait à Lille en novembre 1687 (baptisée le 21 novembre 1687) et meurt à La Madeleine le 18 décembre 1756. Elle épouse à Lille le 1er octobre 1714 Philippe François Le Clément de Saint-Marcq (1674-1728), écuyer, fils de Philippe et de Marie Catherine Dubus. Il nait à Lille en juillet 1674 (baptisé le 19 juillet 1674). Il est colonel d'infanterie, chevalier de Saint-Louis et meurt à La Madeleine le 20 février 1728, dont postérité.
Au XVIIIe siècle, César-Auguste-Joseph-Marie Hespel (1726-1805) (Famille D'Hespel) , écuyer, seigneur de Guermanez, fief venu de sa mère, est le fils de Ferdinand-Ignace, écuyer, seigneur de Lestoquoy (sur Fournes-en-Weppes), bourgeois de Lille, et de Marie-Élisabeth de Fourmestraux. Baptisé à Lille le 12 décembre 1726, il devient bourgeois de Lille le 26 octobre 1756, conseiller pair des pays de Hainaut, échevin, rewart (chargé de la police), puis mayeur (maire) de Lille. Il meurt le 11 septembre 1805, à 78 ans. Il prend pour femme à Lille le 6 juin 1756 Marie-Charlotte Fruict, baptisée à Lille le 3 juin 1730, fille de Bon, écuyer, et de Marie-Anne Cardon. César Hespel de Guermanez est le bienfaiteur du peintre Jean-Baptiste Wicar.
Romain-Séraphin-Joseph-Marie, comte d'Hespel (1767-1831), écuyer puis comte, seigneur de Guermanez est le fils de César-Auguste-Joseph-Marie. Il nait le 13 février 1767, est baptisé à Lille le 13 mai suivant, devient lieutenant au régiment d'Auvergne. Pendant la Révolution française, il émigre et fait partie de l'armée des émigrés commandée par Louis V Joseph de Bourbon-Condé qui combat la France révolutionnaire en tant que maréchal des logis chef au corps noble des chevaliers de la couronne. Fait chevalier de Saint-Louis en 1800, chevalier de la Légion d'honneur sous Louis XVIII, il devient maréchal de camp, est créé comte héréditaire par lettres patentes du 4 août 1815. Il est maire d'Haubourdin de 1813 à 1830 et meurt à Haubourdin le 24 septembre 1831, à 69 ans. Il épouse à Tournai le 8 juin 1805 Louise-Josèphe-Angéline-Omèrine de la Croix (1768-1830), sœur de Chrétien-François-Joseph. L'épouse est baptisée à Tournai le 24 mai 1768 et meurt à Haubourdin le 27 avril 1830, à 67 ans.
Adalbert d'Hespel (1806-1858), comte d'Hespel de Guermanez, est le fils de Romain-Séraphin-Joseph-Marie. Adalbert-Charles-Louis-Auguste nait à Velaines (Meuse ) le 3 juin 1806, devient propriétaire à Haubourdin, adjoint au maire, conseiller général du Nord, député en 1849. Il meurt à Haubourdin le 12 mai 1858. Il épouse à Mérignies le 27 septembre 1826 Claire-Marie-Constance de Tenremonde (1804-1881) (famille de Tenremonde). Elle nait à Tournai le 21 juillet 1804, fille de François-Auguste-Ghislain de Tenremonde, chevalier, seigneur de Comproye, officier au régiment de Vintimille, et d'Amour-Désirée-Caroline-Joséphine-Albertine de Dion, vicomtesse de Dam, et elle meurt à Lille le 12 décembre 1881, à l'âge de 77 ans,.
Edmond-Charles-Louis, comte d'Hespel de Guermanez (1828-1902) est le fils d'Adalbert-Charles-Louis-Auguste. Il nait à Haubourdin le 13 décembre 1828, occupe la fonction de secrétaire général de la Préfecture de Lille, conseiller général du Nord de 1848 à 1858, maire de la ville d'Haubourdin de 1864 à 1870, et meurt à Haubourdin le 14 novembre 1902, à 73 ans. Il épouse au château de la Tombe (Kain près de Tournai) le 14 novembre 1854 Louise-Josèphe des Enffans du Ponthois (1833-1900), fille de Philippe-Louis et de Clotilde-Ghislaine-Augustine Bonaert. Née à La Tombe le 12 juin 1833, elle meurt à Haubourdin le 14 juin 1900 à 67 ans.
Octave-Joseph d'Hespel, comte d'Hespel (1827-1885), est le fils d'Adalbert-Charles-Louis-Auguste et le frère d'Edmond-Charles-Louis. Il nait à Haubourdin le 11 août 1827, est maire de Wavrin de 1855 à sa mort en 1885, conseiller général du Nord de 1858 à 1880, député du Nord de 1871 à 1876, sénateur du Nord de 1876 à 1879. Il meurt au château de la Vallée à Wavrin le 19 avril 1885. Il prend pour femme à Haubourdin le 11 août 1847 Céline-Marie Decroix, fille de Joseph-Marie et de Féliciana-Marie-Mamessa Urutia. L'épouse nait à Lille le 15 février 1829 et décède à Bruxelles.

### Depuis 1789
Le premier maire Louis François Dupont est élu le 11 février 1790.
1791 : Union de Emmerin Empire et Emmerin Chatellenie.
En 1840, construction de la nouvelle église sur les fondations de l'ancienne qui menaçait de s'effondrer. À cette époque et dans la décennie qui a suivi, selon le géologue Jules Alexandre Alphonse Meugy  (1852) Haubourdin et Emmerin ont intensément exploité la tourbe qui s'est lentement autrefois formée dans les vastes marais de l'ancienne vallée alluviale de la Deûle, « principalement dans le but d'utiliser la cendre de tourbe comme engrais » La tourbe se trouve souvent à la surface du sol dans ces localités où elle forme « une couche de 1 à 3 m d'épaisseur reposant sur un lit d'argile blanche. On l'extrait à la drague. La tourbière d'Haubourdin occupe vingt-cinq ouvriers pendant cinq à six mois. Elle produit journellement 20 mètres cubes de tourbe humide ou 20 mètres cubes de tourbe sèche pesant 600 kil. le mètre cube. 10 ares fournissent au moins 30 000 tourbes équivalent chacune à 2 décimètres cubes et valant 6 Fr 50 le mille. Les cendres se vendent 0,75 l'hectolitre. » En 1850, la tourbe n'est plus exploitée pour le chauffage dans le département du Nord, car l'industrie minière fournit en abondance un charbon vendu à moindre coût.
1855 : ouverture de la colonie de Guermanez, une des deux colonies pénitentiaires de Loos, dans le château et les dépendances de Guermanez.
1867 : Concession des eaux d'Emmerin à la ville de Lille (champ captant primitif). La même année, peu avant qu'il ne soit fermé, visite le 27 août de l'Impératrice Eugénie de Montijo à l'institut agricole pénitentiaire de Ghermanez (1855-1868).
1914 : au début de la Première Guerre mondiale, en octobre 1914, la présence de troupes françaises dans la région, y inclus sur Emmerin, ne suffit pas à empêcher la prise de Lille par les Allemands (chute de Lille le 12 octobre).
1918 : Le Kaiser Guillaume II passe en revue le 22 avril les troupes de sa garde impériale derrière la ferme "Bailly".
1940 : Au cours de la bataille d'Haubourdin, le 29 mai, 12 civils (9 Belges et 3 Français) sont fusillés à Emmerin à l'arrière d'une maison, exécutés sur ordre de l'officier commandant la 6ème compagnie du 497e régiment de la Wehrmacht, reconnu ultérieurement coupable " d'homicides volontaires non justifiés par les lois et coutumes de guerre" (Jugement du 26 octobre 1950 du tribunal militaire de Metz siégeant à Lille). 8 autres civils (3 Belges et 5 Français) seront abattus au hasard des rues au cours de la même journée par les soldats de la même 6ème compagnie.

## Politique et administration

### Liste des maires
| Période         | Période                         | Identité                  | Étiquette    | Qualité |
| --------------- | ------------------------------- | ------------------------- | ------------ | --- |
| 1790            | 1792                            | Louis François Dupont     |              | Laboureur |
| 1792            | 1795                            | Jean Baptiste Bauduin     |              | Laboureur |
| 1795            | 1798                            | Simon Joseph Castel       |              | Fermier |
| 1798            | 1799                            | Jean Baptiste Lutun       |              | Fermier |
| 1799            | 1800                            | Stanislas Lutun           |              | Laboureur |
| 1800            | 1802                            | Simon Joseph Castel       |              | Fermier |
| 1802            | 1813                            | Honoré Joseph Testelin    |              | |
| 1813            | 1821                            | Simon Joseph Castel fils  |              | |
| 1821            | 1846                            | Magloire Debuchy          |              | |
| 1846            | 1861                            | Pierre Joseph Cazier      |              | |
| 1861            | 1877                            | Pierre Joseph Cazier fils |              | |
| 1878            | 1899                            | Jean Baptiste Castel      |              | |
| 1899            | 1907                            | Narcisse Gruyelle         |              | |
| 1907            | 1908                            | Charles Vaillant          |              | |
| 1908            | 1919                            | Arthur Roussel            | SFIO         | Entrepreneur de pavage |
| 1919            | 1925                            | Pierre Cazier             |              | |
| 1925            | 1939                            | Arthur Roussel            | PCF          | Entrepreneur de pavage Conseil municipal suspendu par le gouvernement Daladier à la suite de la signature du Pacte germano-soviétique |
| 14 octobre 1939 | 1944                            | Charles Elipot            |              | Jules Delaru et Narcisse Dumont, membres Nommé président de la délégation spéciale par le gouvernement Daladier                       |
| 1944            | octobre 1947                    | Arthur Roussel            | PCF          | Entrepreneur de pavage Rétabli dans ses fonctions par le comité local de Libération                                                   |
| octobre 1947    | 1964                            | Raphael Godin             |              | |
| 1964            | mars 1971                       | Louis Crespel             |              | |
| mars 1971       | mars 1989                       | Eugène Lejeune            |              | Maraîcher |
| mars 1989       | juin 1995                       | Yves Dupont               |              | |
| juin 1995       | mars 2014                       | Bernard André             | DVG          | Retraité, maire honoraire Chevalier de la Légion d'honneur                                                                            |
| mars 2014       | En cours (au 28 septembre 2023) | Danièle Ponchaux          | DVD puis UDI | Cadre retraitée Conseillère régionale des Hauts-de-France (2021 → ) Réélue pour le mandat 2020-2026                                   |

### Instances judiciaires et administratives
La commune relève du tribunal de proximité de Lille, du tribunal de grande instance de Lille, de la cour d'appel de Douai, du tribunal pour enfants de Lille, du tribunal de commerce de Tourcoing, du tribunal administratif de Lille et de la cour administrative d'appel de Douai, du Conseil d'État à Paris.Et les instances judiciaires européennes.

## Population et société

### Démographie

#### Évolution démographique
L'évolution du nombre d'habitants est connue à travers les recensements de la population effectués dans la commune depuis 1793. Pour les communes de moins de 10 000 habitants, une enquête de recensement portant sur toute la population est réalisée tous les cinq ans, les populations de référence des années intermédiaires étant quant à elles estimées par interpolation ou extrapolation. Pour la commune, le premier recensement exhaustif entrant dans le cadre du nouveau dispositif a été réalisé en 2005.

En 2022, la commune comptait 3 026 habitants, en évolution de −4,66 % par rapport à 2016 (Nord : +0,51 %, France hors Mayotte : +2,11 %).
| 1793 | 1800 | 1806 | 1821  | 1831  | 1836  | 1841  | 1846  | 1851  |
| ---- | ---- | ---- | ----- | ----- | ----- | ----- | ----- | ----- |
| 822  | 803  | 842  | 1 016 | 1 161 | 1 206 | 1 292 | 1 340 | 1 400 |

| 1856  | 1861  | 1866  | 1872  | 1876  | 1881  | 1886  | 1891  | 1896  |
| ----- | ----- | ----- | ----- | ----- | ----- | ----- | ----- | ----- |
| 1 582 | 1 688 | 1 770 | 1 528 | 1 561 | 1 571 | 1 595 | 1 588 | 1 612 |

| 1901  | 1906  | 1911  | 1921  | 1926  | 1931  | 1936  | 1946  | 1954  |
| ----- | ----- | ----- | ----- | ----- | ----- | ----- | ----- | ----- |
| 1 666 | 1 684 | 1 626 | 1 553 | 1 556 | 1 581 | 1 608 | 1 632 | 1 682 |

| 1962  | 1968  | 1975  | 1982  | 1990  | 1999  | 2005  | 2006  | 2010  |
| ----- | ----- | ----- | ----- | ----- | ----- | ----- | ----- | ----- |
| 1 875 | 2 109 | 2 313 | 2 411 | 2 997 | 3 029 | 2 815 | 2 933 | 3 199 |

| 2015  | 2020  | 2022  | - | - | - | - | - | - |
| ----- | ----- | ----- | - | - | - | - | - | - |
| 3 173 | 3 077 | 3 026 | - | - | - | - | - | - |

#### Pyramide des âges
La population de la commune est relativement jeune.
En 2018, le taux de personnes d'un âge inférieur à 30 ans s'élève à 33,0 %, soit en dessous de la moyenne départementale (39,5 %). À l'inverse, le taux de personnes d'âge supérieur à 60 ans est de 25,6 % la même année, alors qu'il est de 22,5 % au niveau départemental.
En 2018, la commune comptait 1 502 hommes pour 1 638 femmes, soit un taux de 52,17 % de femmes, légèrement supérieur au taux départemental (51,77 %).
Les pyramides des âges de la commune et du département s'établissent comme suit.
| Hommes | Classe d’âge | Femmes |
| ------ | ------------ | ------ |
| 0,2    | 90 ou +      | 0,8    |
| 5,2    | 75-89 ans    | 7,2    |
| 17,7   | 60-74 ans    | 20,0   |
| 20,7   | 45-59 ans    | 21,2   |
| 20,3   | 30-44 ans    | 20,7   |
| 15,4   | 15-29 ans    | 11,8   |
| 20,5   | 0-14 ans     | 18,3   |

| Hommes | Classe d’âge | Femmes |
| ------ | ------------ | ------ |
| 0,5    | 90 ou +      | 1,4    |
| 5,3    | 75-89 ans    | 8,1    |
| 14,8   | 60-74 ans    | 16,2   |
| 19,1   | 45-59 ans    | 18,4   |
| 19,5   | 30-44 ans    | 18,7   |
| 20,7   | 15-29 ans    | 19,1   |
| 20,2   | 0-14 ans     | 18     |

## Lieux et monuments

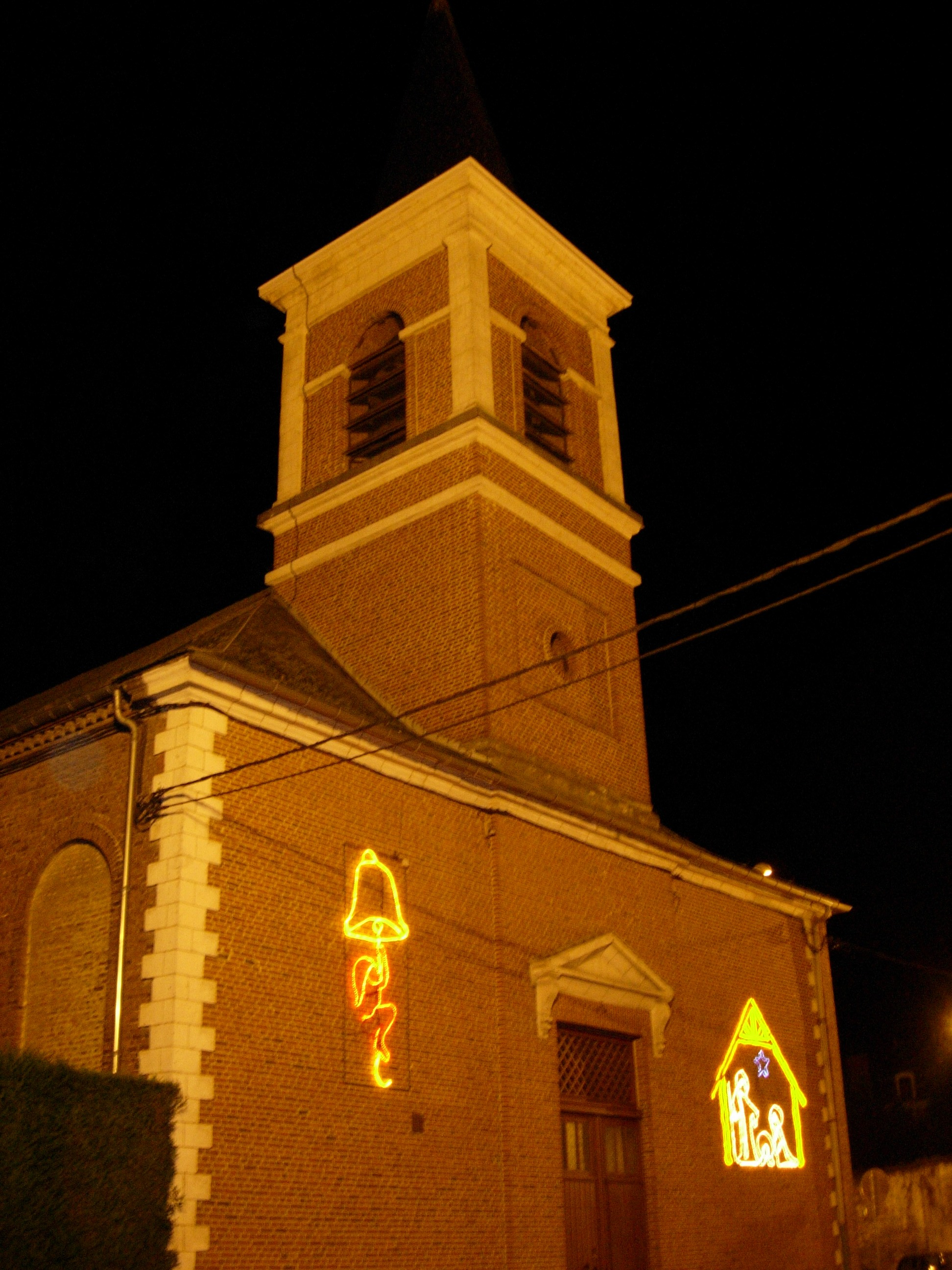
L'église Saint-Barthélémy.

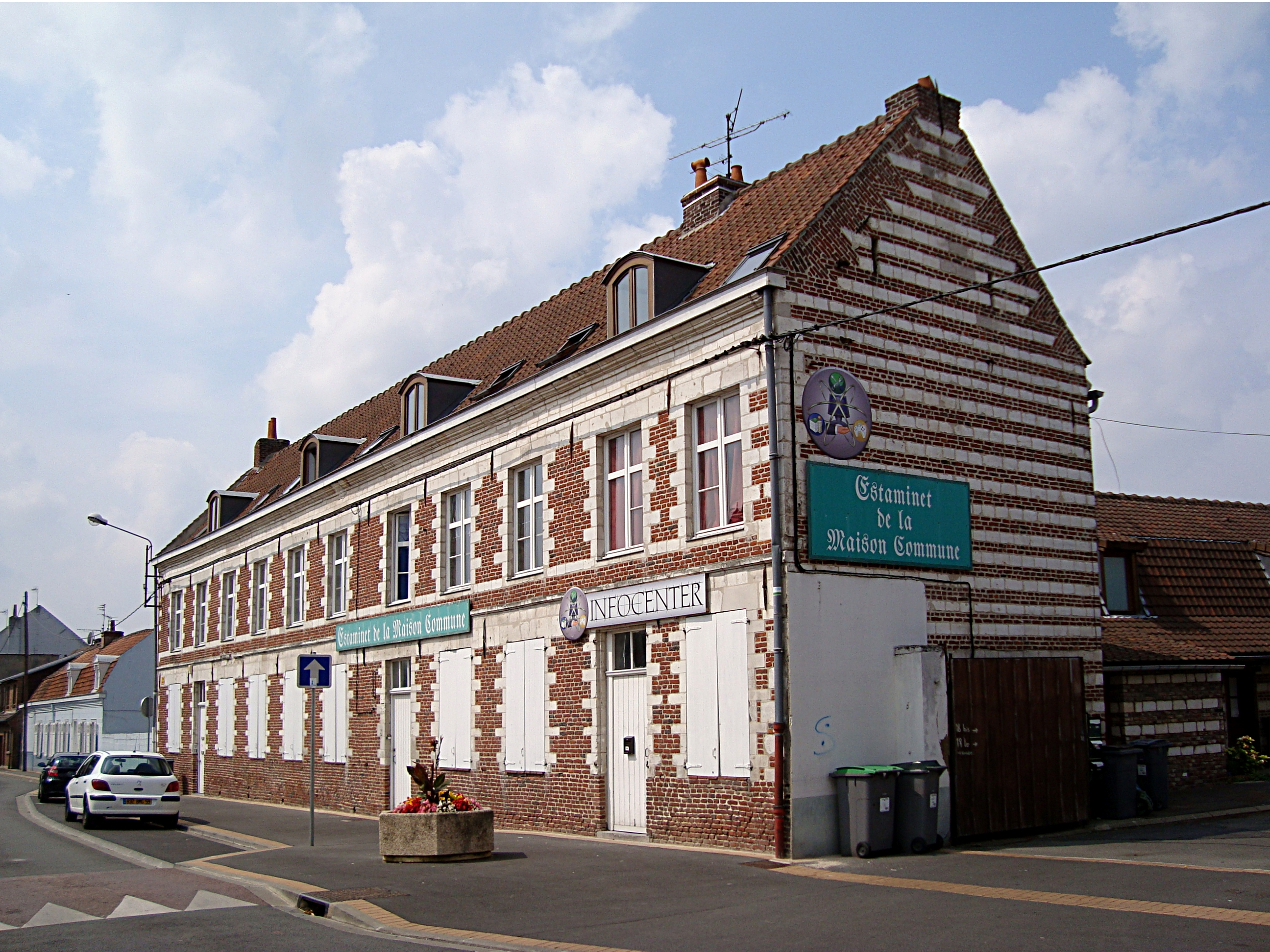
L'estaminet de la maison commune.

- L'église Saint-Barthélémy : en 1158, « Amerin » avait déjà une église paroissiale sous le vocable de saint Barthélémy. En 1840, une nouvelle église est construite sur les fondations de l'ancienne qui menaçait de s'effondrer. Une nouvelle cloche est baptisée en 1845[38].
- L'estaminet de la maison commune, construit en 1644, en rouge barre, lieu de restauration et d'exposition.
- Les marais et le bois d'Emmerin - inscrits à l'Inventaire National du patrimoine Naturel - qui relèvent de l'Espace naturel Lille Métropole.
- Le château d'Emmerin, jadis habité par le sire d'Haubourdin, fut brûlé en 1641.
- Le château de Guermanez, style du XVe siècle, était affecté, avec ses dépendances, à l'institut agricole pénitentiaire fondé par le docteur Faucher, en 1855.

## Transport

### Réseaux Cars & Bus
Emmerin est desservie par le réseau urbain Ilévia mais aussi le réseau régional Hauts de France, avec les lignes : 
| Type | Réseau          | Ligne | Destinations | Tarification en vigueur                                  |
| ---- | --------------- | ----- | --- | -------------------------------------------------------- |
| BUS  | ILEVIA          | 58    | Loos Eurasanté Epi de Soil <> Santes Marais Via Lille CHU Eurasanté Métro                                              | ILEVIA                                                   |
| TAD  | ILEVIA          | 21R   | Lille CHU Eurasanté Métro > Emmerin Mairie Sur reservation de 21h30 à 00h30 uniquement                                 | ILEVIA                                                   |
| CAR  | ILEVIA          | 912   | Seclin Apolda <> Haubourdin Canteraine Lycée Beaupré                                                                   | ILEVIA                                                   |
| CAR  | ILEVIA          | 913   | Emmerin Daudet <> Haubourdin Collège Jules Ferry                                                                       | ILEVIA                                                   |
| CAR  | Hauts de France | 879   | Lille CHU Eurasanté Métro <> Chemy Croisette Via Seclin Hôtel de Ville                                                 | ILEVIA Hauts de France si descente à Gondecourt ou Chemy |
| CAR  | Hauts de France | 882   | Lille CHU Eurasanté Métro <> Gondecourt Lycée Marguerite de Flandre Via Houplin Ancoisne Le Bac                        | ILEVIA Hauts de France si descente à Gondecourt          |
| CAR  | Hauts de France | 858   | Lille CHU Eurasanté Métro <> Billy Berclau École Maternelle ou Annoeulin Maison d'Arrêt Circule uniquement le Dimanche | ILEVIA                                                   |
| CAR  | Hauts de France | 882   | Sainghin en Weppes Place de Gaulle <> Loos Institut St Vincent de Paul                                                 | ILEVIA                                                   |
| CAR  | Hauts de France | 880   | Noyelles Les Seclin Coperche <> Beaucamps Ligny Institution Ste Marie                                                  | ILEVIA                                                   |
| CAR  | Hauts de France | 880   | Beaucamps Ligny Institution Ste Marie > Haubourdin Canteriaine Lycée Beaupré Uniquement le Mercredi                    | ILEVIA                                                   |

Les lignes scolaires traversant la commune sont utilisable par tous les usagers du réseau même non scolarisés, néanmoins les élèves restent prioritaires pour utiliser ces lignes.
Les lignes : Liane 2 (de 5h à 01h tous les jours) et CO2 (de 5h à 22h tous les jours) desservent la fin de Loos (Nord) à l'arrêt : La Marlière. Bénéficiant d'amplitudes et de fréquences horaires plus importantes, Il faut ensuite marcher 10 min pour arriver a Emmerin
Emmerin dispose de six arrêts de bus tous gérés par Ilévia.

### Réseau Ferroviaire
La commune ne dispose pas de gare mais se situe proche de plusieurs régionales mais aussi nationale et internationale
| Réseaux                                       | Gare                              | Distance | Tarifications en vigueur               |
| --------------------------------------------- | --------------------------------- | -------- | -------------------------------------- |
| Hauts de France                               | Haubourdin                        | 2 km     | ILEVIA SNCF TER Hauts de France        |
| Hauts de France                               | Loos                              | 3 km     | ILEVIA SNCF TER Hauts de France        |
| Hauts de France                               | Lille Centre Hospitalier Régional | 3,5 km   | ILEVIA SNCF TER Hauts de France        |
| Hauts de France TGV INOUI TGV OUIGO SNCB NMBS | Lille Flandres                    | 7,5 km   | ILEVIA SNCF TER Hauts de France SNCF   |
| Hauts de France TGV INOUI Eurostar            | Lille Europe                      | 7,8 km   | SNCF TER Hauts de France Eurostar SNCF |

Les abonnements et titres ILEVIA (sauf ticket ZAP) sont valables à bord des TER Hauts de France dans les limites de la Métropole Européenne de Lille.

### Réseau Aérien
La commune ne dispose pas d'aéroport sur son territoire, mais se situe proche de plusieurs selon la distance parcourue souhaitée:
| Type                  | Vocation                    | Pays     | Aéroport                                                             | Distance |
| --------------------- | --------------------------- | -------- | -------------------------------------------------------------------- | -------- |
| Low Cost et Classique | Europe France Maghreb       | France   | Aéroport de Lille Lesquin                                            | 10 km    |
| Low Cost              | Europe Maghreb Moyen-Orient | Belgique | Aéroport de Charleroi Bruxelles Sud                                  | 104 km   |
| Low Cost et Classique | Monde                       | Belgique | Aéroport de Bruxelles Zaventem Brussel Nationaal Zaventem Luchthaven | 110 km   |
| Low Cost              | Europe                      | France   | Aéroport de Paris Beauvais Tillé                                     | 141 km   |
| Low Cost              | Europe Maghreb Moyen-Orient | Pays Bas | Aéroport de Rotterdam La Haye Rotterdam Den Haag Luchthaven          | 180 km   |
| Classique             | Monde                       | France   | Aéroport de Paris Roissy Charles de Gaulle                           | 179 km   |

### Réseau routier
Pour venir à Emmerin en voiture, il existe plusieurs moyens :
- Périphérique de Lille : sortie 4 - Loos / Lille Centre Hospitalier (Puis traversée de Loos)
- Autoroute A1 : sortie 19 - Seclin (puis traversée de Seclin et Noyelles Les Seclin)
- Autoroute A25-Nationale 41 - Haubourdin / Hallennes Lez Haubourdin / Santes (Puis traversée d'Hallennes lez Haubourdin)

## Pour approfondir